# یخ‌تاق

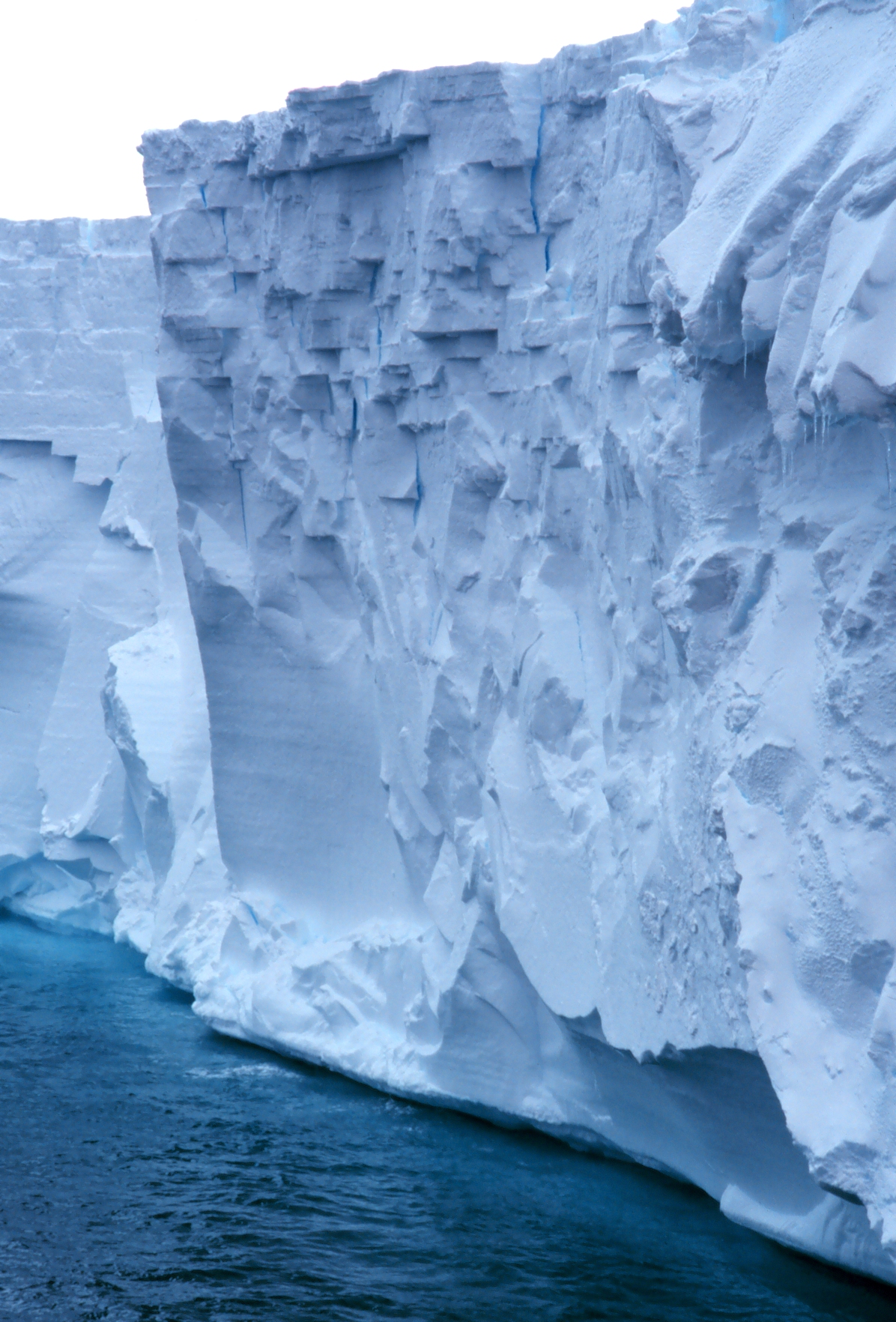
نمایی نزدیک از یخ‌تاقِ راس در جنوبگان

یخ‌تاق (به انگلیسی: Ice shelf) که در فارسی سکوی یخی، یخ‌رف، یخ‌سکو، یخ‌پشته و تاقچه یخی نیز نامیده می‌شود، بستری ضخیم و شناور از یخ است و جایی‌که یخچال‌های طبیعی یا یخسارها به سوی کناره‌ها یا سطحِ اقیانوس جریان یابند شکل می‌گیرد. به بیان دیگر یخ‌تاق‌ها، لایه‌های افقی بزرگی از یخ هستند که از یک سو با یخچال‌های روی خشکی پیوند داشته و از سویی دیگر به دریا راه دارند. یخ‌تاق‌ها تنها در جنوبگان، گرینلند و کانادا یافت می‌شوند. در پی گرم‌شدن زمین در میان سال‌های ۲۰۰۰ تا ۲۰۰۸، در حدود ۱۵۰۰ میلیارد تن از تاقچه‌های یخی گرینلند از میان رفته که این برابر افزایش میانگین سالانه ۰٫۴۶ میلی‌متر به ارتفاع آب دریاهاست.

## یخ‌تاق‌های کانادا
همهٔ یخ تاق‌های کانادا به جزیره السمر چسبیده‌اند و در مدارِ °۸۲ شمالی قرار دارند. یخ‌تاق‌ها عمدتاً بر فشارِ گرانش به سطح رانده می‌شوند.

## شکستگیِ یخ‌تاق‌ها

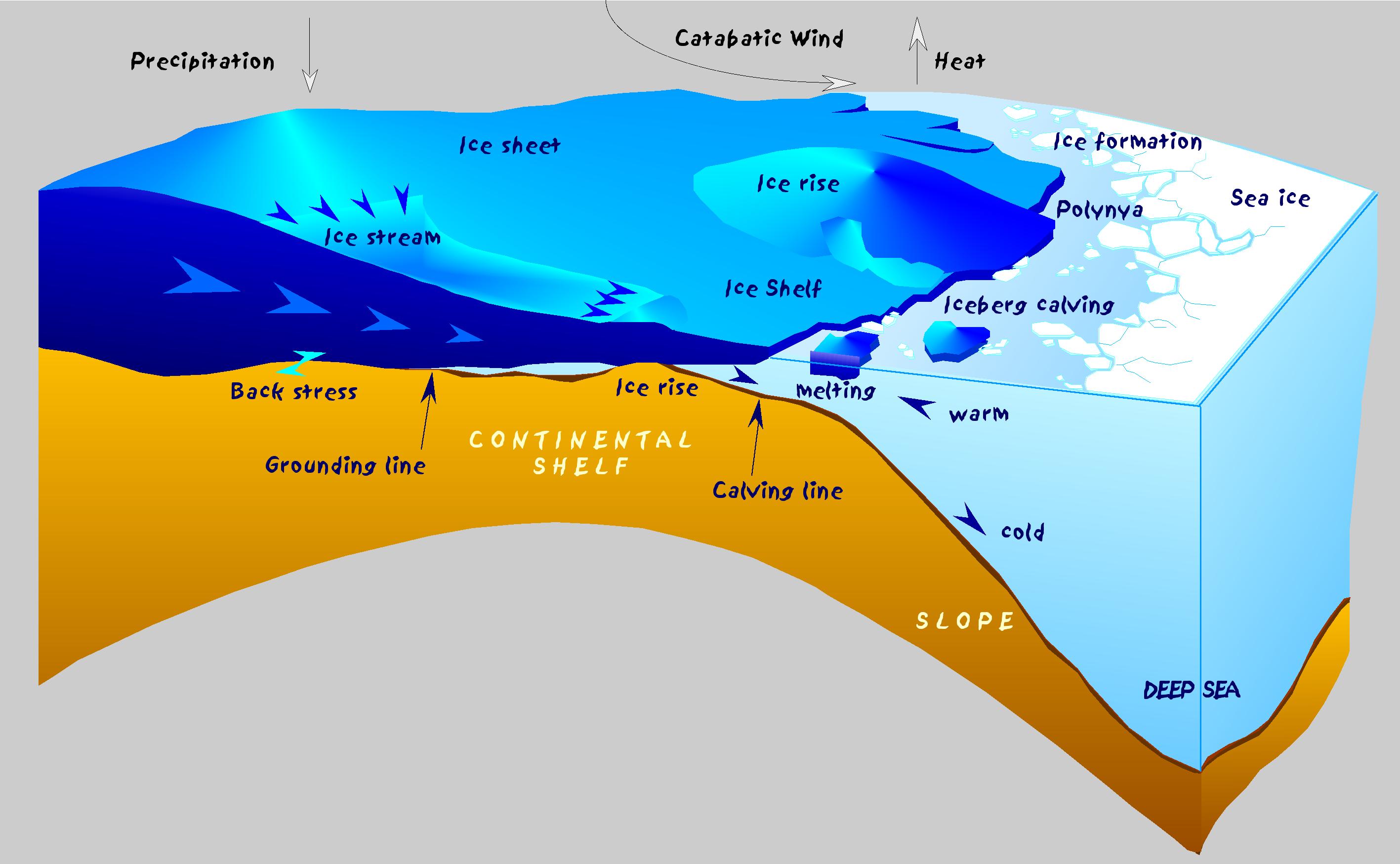
فرایندهای اطرافِ یک یخ‌تاق در جنوبگان

در چند دههٔ گذشته، یخچال‌شناسان کاهشِ مداومِ یخ‌تاق‌ها در اثرِ ذوب یا تجزیهٔ کاملِ برخی از لایه‌ها را مشاهده کرده‌اند.